# 空条承太郎
空条 承太郎（くうじょう じょうたろう）は、荒木飛呂彦の漫画作品『ジョジョの奇妙な冒険』に登場する人物。Part3『スターダストクルセイダース』の主人公。第三部のジョジョ。

## 人物
1970年生まれのみずがめ座。日本人の父とイギリス系アメリカ人の母を持つ。血液型はB型。身長は195cm、体重は82㎏。瞳の色は「ややグリーン（原作表記に基づく）」、髪の色は黒。父はジャズミュージシャン・空条貞夫、母はジョセフ・ジョースターとスージーQ夫妻の一人娘ホリィ。空条徐倫は実娘（長女）に当たる。
英表記は「Jotaro Kujo」。屋敷の表札は旧字体の「空條」。荒木によると名前は「条」「承」と、「じょう」を続けることだけは初めから決まっており、後は漢和辞典を見ていて目についた「空」の字を付けたという。「承」は継承、ジョジョのテーマである受け継ぐという意味。Part4やPart6で承の字義の解説がある。
常に寡黙かつ冷静沈着だが、根は激情家で正義感が強い。沈着冷静であることが後述のスター・プラチナと相まって承太郎の強さの要因となっている。スタンドを除く戦闘スタイルは「敵の背後をとる」ことが多い。頭の回転が速く、口癖として「やれやれだぜ」（Part4ではやれやれだ）とつぶやくことが多い。外当たりの態度はやや無愛想な一方、仲間や肉親を思いやる優しさも持ち合わせており、各部において仲間からは厚い信頼を寄せられているほか、母であるホリィからもそうした性格をよく理解されている。他者を人質に取ったり騙し討ちや不意打ちを狙うような卑劣な悪党（ラバーソール、鋼入りのダン、テレンス・T・ダービーなど）には命乞いにも耳を貸さず容赦なくとどめを刺す一方、ンドゥールのように悪人なりに誇り高い一面を見せた者に対しては敵ながら敬意を表するといったこともある。
シリーズを通して最も多く、そして長期に渡って活躍した。モデルはクリント・イーストウッド。
Part3では改造された学帽と学ランを着用しており、学帽には左手の平のマークが付いている（ごく少数だが、中指にペンダコがある右手の甲のマークの場合もある）。これは本作を象徴するマークとして、Part3以降もさまざまな場所で登場している。服装の学ランは、横山光輝の漫画『バビル2世』の主人公・浩一が学生服のまま砂漠で活躍する姿に強く影響を受けている。Part4以降では帽子と厚手のコートを身に着けている。Part4の最後でかぶっている帽子には、手の平マークと共に、♂と♀を合わせたプリンスの古いマークが描かれている。
帽子は滅多なことが起こらない限り脱がず、後頭部と一体化しているように描かれているが、これはデザインとして主人公の空条承太郎のマークであると作者が決めたもので、後ろから見ても遠くから見たシーンを描いても、承太郎とわかるようにするためである。

承太郎の生まれた年は、資料によって若干のぶれがある。単行本14巻では17歳のみずがめ座（1月20日〜2月18日生まれ）とされており、生年は明かされていない。単行本29巻では1999年4月時点で28歳とされており、これはアニメ版の第四部においても同様である。公式ファンブック『JoJo6251』では1970年生まれと記載されている。
なお、第三部の年代設定も承太郎の生年と同様にぶれが存在している。原作の第三部では、作中の具体的な年月については触れられていない。第四部では、主人公の東方仗助が1987年の50日間、第三部劇中のホリィと同様に原因不明の高熱で生死の境をさまよったことが語られている。一方、単行本に記載の家系図では、DIOが承太郎によって倒されたのは1989年とされている。また、『JOJO6251』の年表によると、第三部の物語は1987年11月下旬から1988年1月上旬の出来事とされている。テレビアニメ版の第1話では冒頭に1987年とテロップが表示されている。作者の著書によると第三部の時代設定は1988年とされているが、『ジョジョの奇妙な冒険』公式ポータルサイトにおける記載では、1989年が舞台とされている。

## 劇中での活躍

### Part3『スターダストクルセイダース』
東京都在住17歳（公式年表およびアニメ設定は1987年、原作者の著書では1988年時点）の男子高校生。100年前に高祖父のジョナサン・ジョースターと共に海へ沈んだはずのDIOが復活した影響で、祖父のジョセフと共にスタンド能力に目覚める。スタンド発現の悪影響で重体になった母のホリィを救うため、ジョセフやモハメド・アヴドゥル、花京院典明やジャン＝ピエール・ポルナレフ、イギーら仲間たちとともにDIOを打倒すべく、エジプトを目指す。敵スタンド使いたちと激しい戦いを繰り広げ、Part3にて無敗。カイロでDIOとの直接対決となり、スタンドの真の能力を覚醒させてDIOを撃破する。こうしてDIOとジョースター家の100年にわたる因縁に終止符を打った。
普段は威圧的な外見と気性の激しい性格のために暴力事件を頻繁に引き起こしており、周囲からは不良のレッテルを貼られている。幼少期は素直で大人しい子供だったらしいが、実は当時からすでに「やる時はやる」性格を持っていたようである。通っている高校の不良たちからは一目置かれ、周囲の女性からの人気も高いが、本人はまとわりつく女性を鬱陶しく思っている。
未成年ながら飲酒と喫煙の習慣があり、「火のついたタバコを口の中に5本入れ、火を消さずにジュースを飲む」という奇妙な特技を持つ。また、料金以下の不味さ（本人の感想）の料理を提供するレストランには無銭飲食も多々。好角家でもあり、留置所の中に入っていた時にはラジオで大相撲中継を聞いていた（千代の富士が寄り切りで14連勝を決めた一番）ほか、エジプトへの道中では花京院に土俵際での面白さを語っている。服装へのこだわりが強く、エジプトへの道中も常に学生服姿だったうえ、インド - パキスタン間での運命の車輪（ホウィール・オブ・フォーチュン）戦では、制服が焼失した後もわざわざ現地で制服を仕立て直してもらっている。また、愛用の時計はタグ・ホイヤーである。
単行本第14巻に掲載された設定では、好きな歌手は久保田利伸、好きなスポーツ選手は千代の富士、好きな女の子のタイプは日本人的な女性、大嫌いなタイプはウットーしい女、好きな映画は『ネバー・クライ・ウルフ』、趣味は船や飛行機に関する本を読むこと、好きな色は透明感のある色、となっている。
物語開始当初は空条の「条」と承太郎の「承」を合わせたニックネーム「ジョジョ（JOJO）」で呼ばれていたが、やがてそう呼ばれなくなり、Jガイルとホル・ホースの襲撃以降は完全に「承太郎」とだけ呼ばれるようになった。

### Part4『ダイヤモンドは砕けない』
28歳（1999年）。海洋学者となっており、海洋生物研究の第一人者として学会に知られている。老齢となったジョセフの死去に備えて遺産を整理していたが、彼の隠し子にして自分にとっては血縁上年下の叔父、東方仗助がいることが判明したため、M県S市杜王町の仗助のもとを訪れる。さらに第二の理由として、ジョセフの念写で町には殺人鬼・アンジェロが潜伏していることを知った事情も抱える。仗助と協力してアンジェロを倒した際には、スタンド使いを生む「弓と矢」があることが判明し、調査のために数か月間滞在を継続する。
根本の激情的な性格は変わらないが、広瀬康一から「ワイルドな風貌ながら知性的で物静かな態度」と評され、不良だったPart3当時に比べると言動は落ち着いて、一般教養を身につけており、歳相応の社会人として更生している。仗助たちには豊富な知識や実戦経験などから一目置かれているほか、敵の音石明や吉良吉影からも最大級に警戒されている。また、スタープラチナの強すぎる能力が知れ渡っていることから、対策によって重傷を負ったり危機に陥ったりするようになり、敗北シーンもある（仗助のスタンドで負傷は治されている）。
最終話には、「杜王町滞在中に執筆したヒトデに関する論文で博士号を取った」という記述がある。Part6での描写によると、この時点でアメリカ人女性と結婚済みであり、徐倫も生まれていたようである。

### Part5『黄金の風』
30歳（2001年）。物語序盤での康一の回想シーンと、電話での会話に登場。広瀬康一に、DIOの遺児・汐華初流乃（ジョルノ・ジョバァーナ）の調査を依頼し、イタリアへ送り出す。これは康一のスタンドが隠密調査に適しているという考えあってのことだったが、彼からの報告によってジョルノがスタンド使いであることを確認すると、危険な目に遭わせてしまったことを康一に詫びて調査を打ち切り、その後は登場しない。
物語上では本作以降から、一人称に「わたし」も用いるようになっている。
終盤では、1990年代初めからポルナレフと共同で「弓と矢」の調査に動いていたことが明かされている。Part4によると弓矢の存在を知ったのが1999年の杜王町でのことであるため、過去の描写とは矛盾が生じている。

### Part6『ストーンオーシャン』
40歳（2011年）。DIOの元部下ジョンガリ・Aの陰謀でG.D.st刑務所に投獄された徐倫を救出するため、スピードワゴン財団（SPW財団）の協力を得て脱獄の手引きを行うが、陰謀の真の首謀者・プッチ神父の襲撃を受けて記憶DISCとスタンドDISCを奪われ、長い間仮死状態となっていた。後に徐倫の活躍でDISCが2枚とも取り戻されたことによって復活し、決戦の地ケープ・カナベラルに駆けつける。冷静な判断力や往年の実力は健在で、仲間を助けるために自分を犠牲にする覚悟も変わっていない。そこにつけこまれ、プッチ神父との最終決戦で徐倫をかばった隙を突かれ、頭から裂かれて死亡する。
家庭をかえりみず仕事に励んでいたために家族との関係は悪く、物語開始時点でアメリカ人の妻とは離婚済みである。特に、重病に苦しむ幼い徐倫を無視して杜王町へ赴いていたことなどを理由に、徐倫からは激しく憎まれていた。しかし、それは妻子を戦いに巻き込むまいとしたためで、後に本心を知った徐倫と和解して「父さん」と呼ばれるまで関係は修復し、わだかまりも解ける。父親としての感情も強く、アナスイの徐倫に対するプロポーズの許可を両者の最期まで出さなかった（徐倫がアナスイに承諾するということになった）。
容姿は青年期に比べて大きく変化していない。刑務所内での台詞によると、この頃には喫煙習慣はなくしていたようである。SPW財団の人間からは、Part4で博士号を取ったことから「博士」と呼ばれている描写がある。

### ゲームでの登場
『ジョジョの奇妙な冒険 アイズオブヘブン』では、Part3でDIOを倒した直後から本作のストーリーへと分岐する。『アイズオブヘブン』では主人公であり、パラレルワールドのDIOたる「天国に到達したDIO」と戦う。最終決戦は本編同様カイロで徐倫と共に行い、本編同様スタンドの真の能力を覚醒させて天国に到達したDIOを撃破する。天国に到達したDIOを倒すと、死んだアヴドゥルたちが生き返り、Part3とは異なるエンディングを迎える。また、19歳の徐倫とも出会っており、タッグバトルイベントなども存在する。

## スタープラチナ（星の白金）
【破壊力 - A / スピード - A / 射程距離 - C / 持続力 - A / 精密動作性 - A / 成長性 - A】（JOJO A-GO!GO!、JOJOVELLER、Part3・4テレビアニメ）

【破壊力 - A / スピード - A / 射程距離 - C / 持続力 - A / 精密動作性 - A / 成長性 - 完成】（Part6・3巻）

【破壊力 - A / スピード - A / 射程距離 - C / 持続力 - E / 精密動作性 - A / 成長性 - C】『スタープラチナ・ザ・ワールド』（Part6・16巻）
逞しい筋肉質の肉体を持った人型のスタンド。頭髪があり、デザインは「人型のスタンド」の中でも特に人間に近い。
射程距離は約2メートルと短いが、桁外れなパワー、スピード、精密動作性、視力、動体視力を持ち、眼前から発射された銃弾を指で摘んで止めることもできる。決め技は「オラオラオラオラ……オラァ!!」の掛け声と共に拳撃の連打を相手に叩き込む「突きの連打（オラオラのラッシュ）」。また、力を人差し指と中指に溜めて伸ばし、敵を刺し貫いたり切り裂く「流星指刺（スターフィンガー）」もある。
スタンドの暗示・名前の由来は、タロットカードの大アルカナ17番目のカード「星」。命名はモハメド・アヴドゥルによるもの。
後に「近距離パワー型」と呼ばれるタイプのスタンドの原型である。その圧倒的な性能、能力、また本体である承太郎の隙の無さから、Part4以降は「完成された」「強くて無敵の」「史上最高（最強）の」スタンドと形容されている。
登場初期は顔が承太郎に似ていたが、物語が進むにつれて独特のものへ変化していった。また、スタンド自身が自我を持っているような描写や、射程距離外から物体を承太郎のもとへ持って来ることもあった。OVA版では、DIOに止められた時の中でスタンドが承太郎の意識とは無関係に動き、DIOの攻撃を即座に防いで反撃している。
Part6にて、徹底的に対策された上でDISCとして奪い取られる。しかし強すぎて誰にも使えずに、ホワイトスネイクは持て余すことになる。ここを徐倫に突かれて取り返され、仮死状態の承太郎に戻して生命をつなぐことになる。
荒木によるとデザインは守護神をイメージしており、肩パッドは『北斗の拳』のようなもので、渦巻き模様で無限や波紋を表現している。パワー＆スピードに優れているのは、少年漫画の主人公の王道とのことであり、ジョセフ、仗助、DIOなどのスタンドはスタープラチナとの対比でデザインされていく。
またジャンプコミックス14巻では名前が
スターシルバーと間違っている

荒木は『溜池Now』（GyaO）で中川翔子と対談した際、彼女から「最高のスタンドであるスタープラチナに勝つことができるスタンドはありますか？」と質問され、「存在しない。（強いて言うなら）承太郎の子孫が使うスタンドだけでしょうね」と答えている。

### スタープラチナ・ザ・ワールド
当初は優れた戦闘能力と身体能力を持つのみのスタンドだったが、Part3での最終決戦において、DIOの「ザ・ワールド」と同じ「時を止める」能力に目覚めた。この能力はPart4以降「スタープラチナ・ザ・ワールド」と命名され、Part6における解説では、この能力名がスタンド名として扱われることもあった。
時を止められる時間は、最初はほんの一瞬であったが、DIOとの決戦により成長し、最長5秒（場面によって異なる。Part3が全盛期、Part6では成長性完成とされる）。Part6の解説では、スタンドのスピードが光の速度（または時間）を超えた時に、この世の時間を止めることができると解説されている。

### スタープラチナ・オーバーヘブン
荒木がストーリーや設定を監修したゲーム『アイズオブヘブン』の世界でザ・ワールド・オーバーヘブンを理解した承太郎が「同じタイプのスタンド」と認識して目覚めた能力。天国に到達したDIOとの最終決戦において、「ザ・ワールド・オーバーヘブン」と同じ「真実を上書きする」能力に目覚めた。
スタンドか本体の拳で触れた対象に強制的に「真実を上書きする」能力を持つうえ、DIOの「真実を上書きする」能力を上書きし直すことにより無効化させることができる。こちらも特殊攻撃の無効化、再生など、なんでもあり。ただし、ザ・ワールド・オーバーヘブン同様、能力を発動させるには対象に触れる必要があるほか、能力の対象に比例して「精神エネルギー」を大量に消費し、一度の発動ごとにかなりの時間を要するなどのデメリットがある。
エピローグでは元の時代に戻る際に無意識ながら能力を発動させ、アヴドゥル、花京院、イギーの「死んだ真実」を上書きし、「重傷を負い入院しているものの生存した」という「真実」に変えた。
過去と未来の主人公とその仲間たちとの邂逅で絆が芽生え、彼(彼女)らの運命に思う所があったのか、同様に悲しい「真実」を上書きし、誰も死なずにそれぞれの佳境、もしくは日常を迎えられたという「真実」に変えた事も、一枚絵にて示唆されている。

## 声優・俳優
梁田清之
- ドラマCD版
- Part3対戦型格闘ゲーム版

小杉十郎太
- OVA版

稲田徹
- ジョジョの奇妙な冒険 黄金の旋風

小野大輔
- テレビアニメ版（Part3 / Part4 / Part5 / Part6）
- ジョジョの奇妙な冒険 オールスターバトル
- ジョジョの奇妙な冒険 スターダストシューターズ
- ジョジョの奇妙な冒険 アイズオブヘブン
- ジョジョの奇妙な冒険 ダイヤモンドレコーズ
- JUMP FORCE
- ジョジョの奇妙な冒険 ラストサバイバー

高森奈津美
- テレビアニメ版・小学生の承太郎

伊勢谷友介
- 実写映画『ジョジョの奇妙な冒険 ダイヤモンドは砕けない 第一章』